# Isanthrene meridensis
Isanthrene meridensis là một loài bướm đêm thuộc phân họ Arctiinae, họ Erebidae.